# Peter Snell
Pour les articles homonymes, voir Snell.
Peter George Snell né le 17 décembre 1938 à Opunake (Nouvelle-Zélande) et mort le 12 décembre 2019 à Dallas (Texas) est un athlète néo-zélandais, évoluant sur demi-fond. 
Il est triple champion olympique dont un doublé 800 mètres-1 500 mètres lors des jeux de Tokyo.

## Biographie

### Carrière sportive
Après avoir pratiqué de nombreux sports dans sa jeunesse, rugby à XV, cricket, tennis, badminton, ou encore golf, Peter Snell se spécialise dans l'athlétisme à 19 ans sur les conseils de son futur entraîneur Arthur Lydiard. Durant ses premières années avec celui-ci, il domine les compétitions en Nouvelle-Zélande, disputant les disciplines du 880 yards et du Mile.
En 1960, il se rend à Rome pour disputer le 800 mètres lors des Jeux olympiques. Le Belge Roger Moens, qui n'a pas pu participer aux jeux de Melbourne en raison d'une blessure, voit ces jeux comme sa dernière chance de remporter un titre olympique. Les finalistes disputent leur quatrième course en 48 heures. Le Suisse Waegli prend rapidement la tête d'une course très rapide, moins de 52 secondes au 400 mètres. Au début du virage, Moens démarre et le dépasse. La victoire lui semble promise lorsqu'à 80 mètres de la ligne il possède 5 mètres d'avance sur ses rivaux. Mais la rumeur l'informe alors que quelqu'un revient. Placé au deuxième couloir, ce n'est qu'au tout dernier moment qu'il voit un maillot noir le dépasser. Peter Snell avait pris le risque de le dépasser par la corde.
En 1962, il établit un nouveau record du monde du mile, puis une semaine plus tard, il établit celui du 880 yards, battant également celui du 800 mètres au passage, les organisateurs ayant pris la précaution de mettre un poste de chronométrage aux 800 mètres. Ce record est établi à Christchurch sur une piste en herbe. La performance sur 800 mètres bat le précédent record, détenu par Roger Moens, de 1 s 4. Il se rend ensuite aux Jeux de l'Empire britannique et du Commonwealth de 1962 disputés à Perth. Il remporte tout d'abord l'or sur 880 yards dans une course où il bat son propre record du monde. Plus tard, il remporte son deuxième titre avec le mile.
En 1964, il est inscrit sur le 800 mètres et le 1 500 mètres des jeux de Tokyo. Sur cette dernière discipline l'autre favori est le Français Michel Jazy, qui doit également disputer le 5 000 mètres. Le grand nombre de concurrents sur le 1 500 mètres oblige les organisateurs à programmer un tour de plus, dont la date est fixée entre la série et la finale du 5 000 mètres. Jazy choisit finalement de ne disputer que le 5 000 mètres, ce qui provoquera une polémique après son échec sur cette course : on lui reprochera d'avoir voulu éviter le Néo-zélandais.
Snell dispute tout d'abord la finale du 800 mètres. Celle-ci est menée sur un train d'enfer par le Kényan Wilson Kiprugut. Dans le dernier tour et dans la ligne opposée, Snell remonte tous les concurrents depuis la queue du peloton pour se placer en tête : il a couru ce septième 100 mètres en 12 secondes. Il remporte la course, le Canadien Crothers et le Kényan Kiprugut le rejoignant sur le podium. Il évacue ensuite les questions des journalistes : « Excusez-moi, mais demain commencent les séries du 1500 m. Je n'ai couru le 800 m que "pour voir" ; le 1500 m est devenu ma véritable spécialité. J'ai mal aux jambes, Kiprugut est un fameux champion qui a durci la course et d'autre part j'ai dû partir de loin car je me méfiais du finish de Crothers. ».
Lors de la finale, après un départ rapide de Michel Bernard, Snell démarre à 250 mètres de la ligne, laissant finalement ses adversaires à 11 mètres sur la ligne d'arrivée. Le doublé n'avait plus été réalisé depuis 1920 et ne devait être réédité dans un grand championnat que lors des championnats du monde 2005 d'Helsinki, par le représentant de Bahreïn Rashid Ramzi.
En 1965, il surprend la Nouvelle-Zélande et le monde entier en annonçant sa retraite sportive à l'âge de seulement 26 ans.
Ses temps de l'époque sont toujours d'actualité : son record du 800 mètres de 1962 constitue encore le record de Nouvelle-Zélande de la discipline, tout comme son record du monde du 1 000 mètres établi le 12 novembre 1964. De plus, son record du 800 mètres constitue toujours le record du monde de la discipline couru sur herbe.
Doté d'une morphologie singulièrement robuste pour un miler, son poids de forme avoisinait les 80 kg (pour une taille de 1,79 m ou 1,83 m selon les sources).

### Post-carrière
Peter Snell a travaillé dans une compagnie liée au tabac avant de partir vivre aux États-Unis. Il y reprend des études, à l'université de Californie. Il rejoint le University of Texas Southwestern Medical Center at Dallas en tant que chercheur. Il est également membre du American College of Sports Medicine.
En 2012, il est intronisé au Temple de la renommée de l'IAAF.

### Autre activité sportive
Peter Snell pratique une autre activité sportive, la course d'orientation. Dans celle-ci, il connaît quelques succès dont un titre lors du championnat des États-Unis en catégorie plus de 65 ans. Il s'investit également dans la partie dirigeante de ce sport aux États-Unis.

## Palmarès

### Jeux olympiques d'été
- Jeux olympiques d'été de 1960 à Rome ( Italie)
  -  médaille d'or sur 800 m
- Jeux olympiques d'été de 1964 à Tokyo ( Japon)
  -  médaille d'or sur 800 m
  -  médaille d'or sur 1 500 m

### Jeux de l'Empire britannique et du Commonwealth
- Jeux de l'Empire britannique et du Commonwealth de 1962 à Perth ( Australie)
  -  Médaille d'or sur 880 yards
  -  Médaille d'or sur 1 mile

### Record du monde
- 800 m : 1 min 44 s 3 le 3 février 1962
- 880 yards : 1 min 45 s 1 le 3 février 1962
- 1 000 m : 2 min 16 s 6 le 12 novembre 1964
- mile : 3 min 54 s 4 le 27 janvier 1962 puis 3 min 54 s 1 en 17 novembre 1964
- relais 4 × 1 mile en 16 min 23 s 8 avec Gary Philpott, Murray Halberg et Barry Magee en 1961.

## Distinctions
- Officier de l'Ordre de l'Empire britannique (OBE) en 1965[8]
- Compagnon distingué de l'ordre du Mérite de Nouvelle-Zélande (DCNZM) en 2001[9]

## Publication
- (en) Use it or lose it,  (ISBN 9780143020608)